# استین‌برخن
استین‌برخن (به هلندی: Steenbergen) یک شهرستان در هلند است که در برابانت شمالی واقع شده‌است. استین‌برخن ۱ متر بالاتر از سطح دریا واقع شده‌است.

## نگارخانه

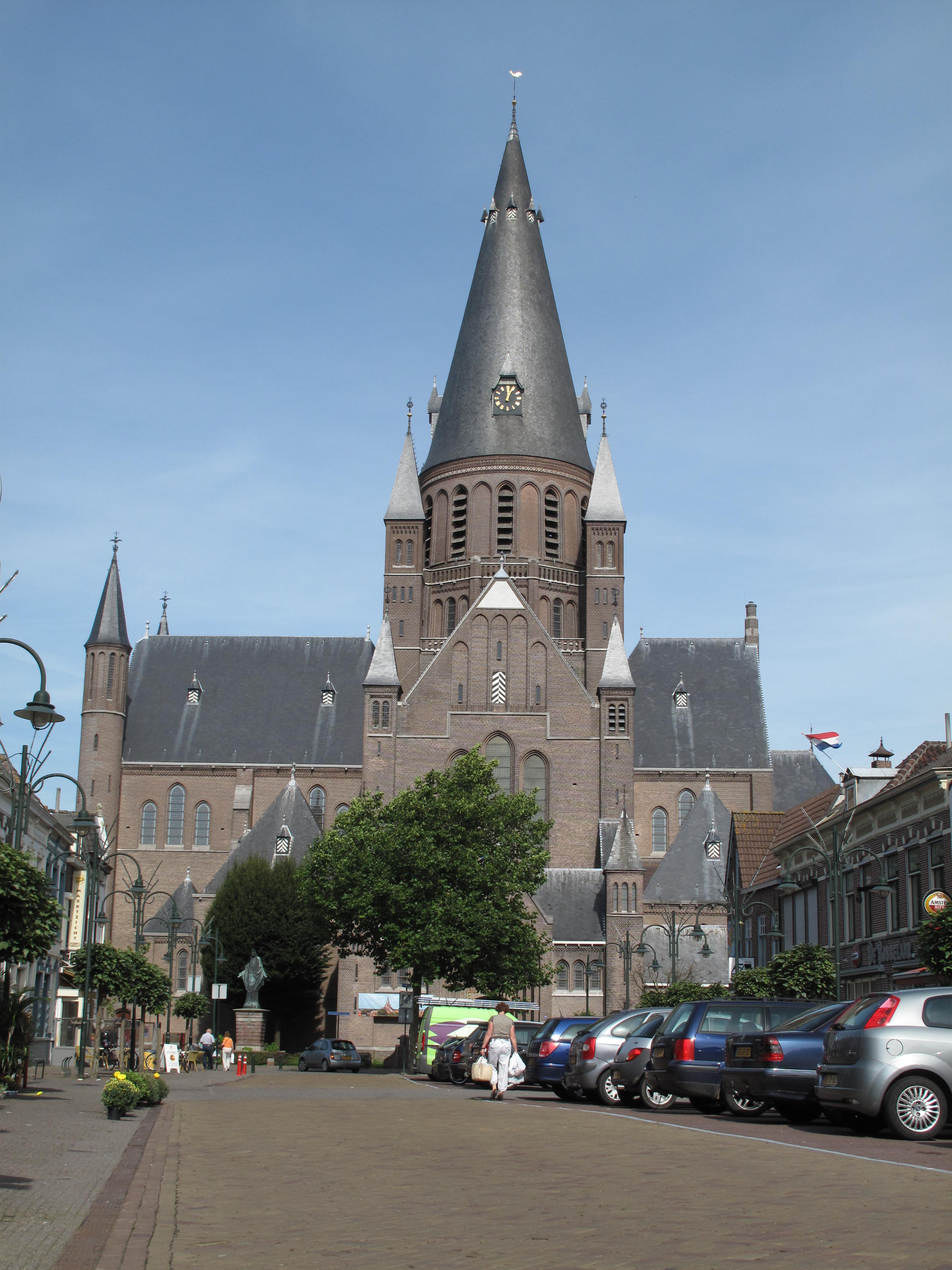
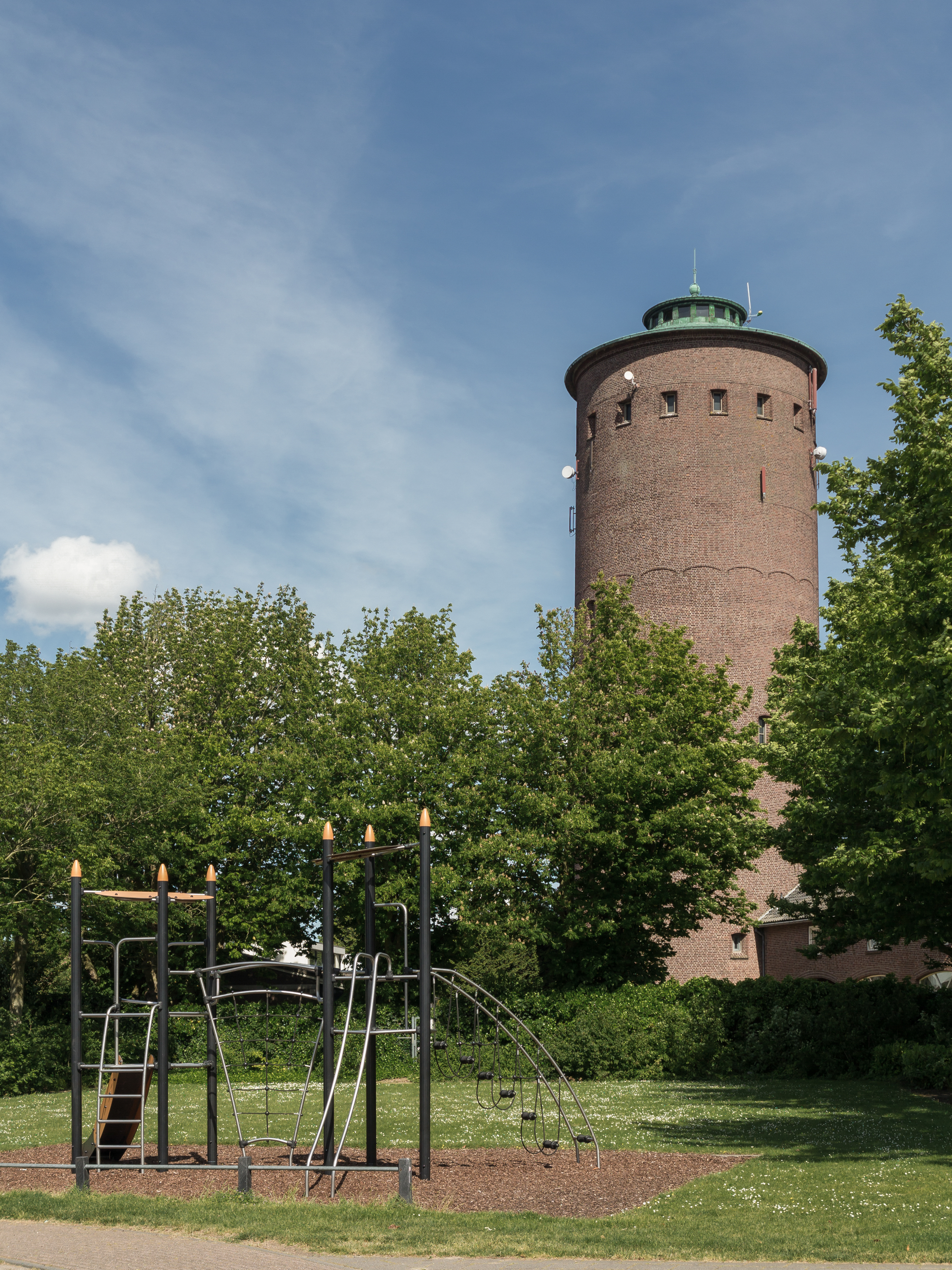